# Neolithodes grimaldii
A Neolithodes grimaldii a felsőbbrendű rákok (Malacostraca) osztályának tízlábú rákok (Decapoda) rendjébe, ezen belül a Lithodidae családjába tartozó faj.
Nemének a típusfaja.

## Előfordulása
A Neolithodes grimaldii előfordulási területe az Észak-Atlanti-óceán. Nyugaton Grönlandtól egészen az Amerikai Egyesült Államokbeli Észak-Karolináig található meg, azonban nem hatol be a Szent Lőrinc- és a Fundy-öblökbe. Keleten a Brit-szigetektől egészen Mauritániáig.

## Megjelenése
Ennek a rákfajnak a páncélmérete 11-17 centiméter között van, lábfesztávolsága a legnagyobb példányok esetében 120 centiméter; a tömege elérheti 2,28 kilogrammot is. Színezete példánytól függően a vöröstől a rózsaszínig, vagy az okkersárgáig változik. Az erős páncélján, lábain és ollóin számos nagy méretű tüske látható. A végtagjai a testéhez képest hosszúak és vékonyak.

## Életmódja
Mélytengeri rák, amely 900 méteres mélységben tartózkodik. A lárva állati planktonnal táplálkozik; a felnőtt szerves törmeléket és dögöket fogyaszt.

## Képek

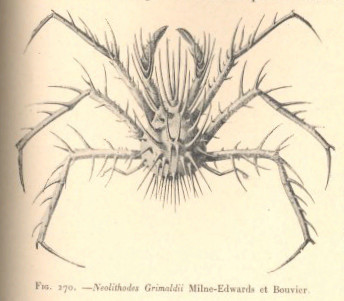
Rajzok a
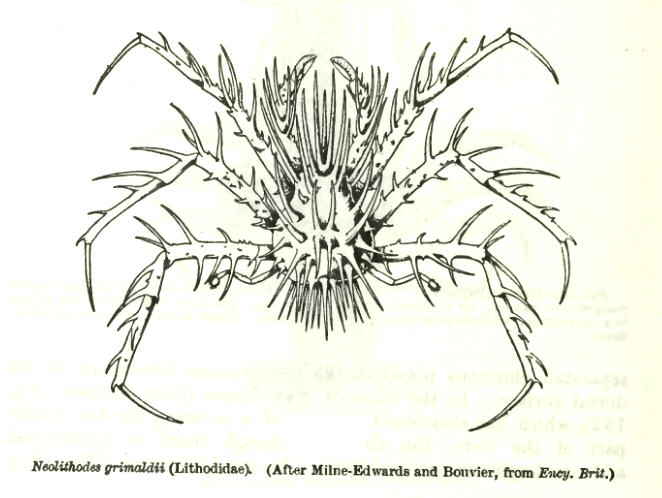
rákról